# Sergei Chatschatrjan

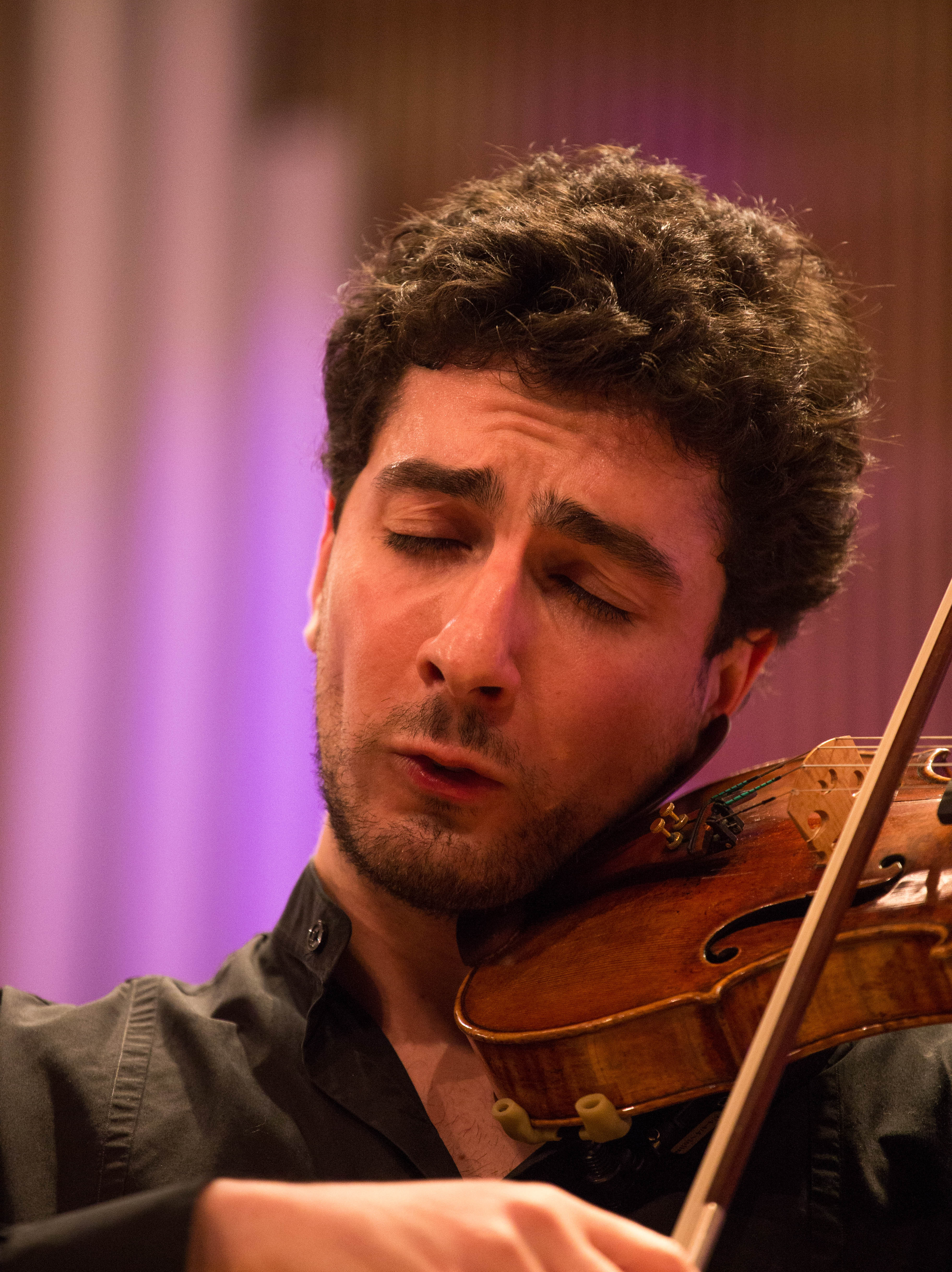
Sergei Chatschatrjan

Sergei Chatschatrjan (armenisch Սերգեյ Խաչատրյան Sergej Chač’atrjan, * 5. April 1985 in Jerewan) ist ein armenischer Violinist.

## Leben
Sergei Chatschatrjan wurde 1985 als Sohn einer Musikerfamilie in der armenischen Hauptstadt Jerewan geboren und lebt seit 1993 in Deutschland. Mit sechs Jahren erhielt er seinen ersten Geigenunterricht bei Petros Haykazyan in Armenien, anschließend studierte er bei Grigori Schislin in Würzburg und ab 1996 war er Schüler von Josef Rissin an der Karlsruher Hochschule für Musik. Als Neunjähriger gab Sergei Chatschatrjan im Wiesbadener Kurhaus sein erstes Konzert mit Orchester. Zwei Jahre später folgte im französischen Marignane sein kammermusikalisches Debüt. Mittlerweile hatte er weltweit Auftritte mit namhaften Orchestern. Bei vielen seiner Auftritte wird Sergei Chatschatrjan von seiner Schwester, der Pianistin Lusine Chatschatrjan begleitet, die ebenfalls bereits eine internationale Karriere verfolgt.

## Künstlerische Karriere

### Konzertauftritte
Nach seinem britischen Konzertdebüt mit dem English Chamber Orchestra hat er in Großbritannien bereits mit dem Bournemouth Symphony Orchestra, Royal Philharmonic Orchestra und dem London Philharmonia musiziert. Außerdem war er mit dem portugiesischen Gulbenkian-Orchester und dem Berliner-Sinfonie-Orchester unter Günther Herbig, dem Radio-Symphonieorchester Frankfurt unter Hugh Wolff, Eiji Que und Daniel Harding, dem Symphonieorchester des finnischen Rundfunks unter Jukka-Pekka Saraste, Mikko Franck und Tugan Sokhiev, dem Frankfurter Museumsorchester unter Sian Edwards, dem Birmingham Symphonieorchester unter Joseph Swensen, dem Tokyo Philharmonic Orchestra unter Wladimir Fedossejew, dem Orchestre National de France, dem London Philharmonic Orchestra und den New York Philharmonics unter Kurt Masur, dem Concertgebouw-Orchester unter Manfred Honeck, dem BBC Manchester unter Wassili Sinajski und Gianandrea Noseda, dem Cleveland Orchestra unter Roberto Abbado, Kurt Masur und Jahja Ling, dem Münchener Kammerorchester mit Anne-Sophie Mutter zu hören.
Seine Konzertlaufbahn führte ihn durch Konzertsäle wie die Alte Oper (Frankfurt/Main), Symphony Hall (Birmingham), Barbican Centre, Wigmore Hall, Royal Albert Hall (London), Théâtre du Châtelet, Théâtre des Champs-Élysées, Louvre (Paris), Schauspielhaus (Berlin), Festspielhaus (Baden-Baden), Suntory Hall and Orchard Hall (Tokyo), Mozarteum (Salzburg), Konzerthaus und Musikverein (Wien), Großer Saal des Tschaikowski Konservatoriums (Moskau), Concertgebouw (Amsterdam), La Scala (Mailand), Avery Fisher Hall (Lincoln Center, New York).
Im Jahr 2017 spielte Chatschatrjan bei den Salzburger Festspielen mit großem Erfolg das Violinkonzert von Ludwig van Beethoven. Er wurde vom Orchester Camerata Salzburg unter der Leitung von Lorenzo Viotti begleitet. Das Konzert wurde am 26. August 2017 vom Fernsehsender Arte übertragen.

### Einspielungen
Im Oktober 2002 erschien seine erste CD bei EMI Classics, im Oktober 2003 erschien die zweite CD bei Naive. Zurzeit ist Chatschatrjan Stipendiat der Anne-Sophie Mutter Stiftung.

### Instrumente
Sergei Chatschatrjan spielte eine Zeit lang eine Violine von Giovanni Battista Guadagnini aus dem 18. Jahrhundert, die ihm die Landessammlung Baden-Württemberg zur Verfügung gestellt hatte. 2005 wurde ihm von der Nippon Music Foundation als Gewinner des Concours Reine Elisabeth die Stradivari „Huggins“ (1708) für vier Jahre zur Verfügung gestellt. Ab Oktober 2010 spielte er die Guarneri del Gesù „Ysaÿe“ von 1740, ebenfalls der Nippon Music Foundation gehörend.

## Ehrungen, Auszeichnungen
Im Jahre 2000 gewann er den zweiten Preis des Fritz Kreisler Wettbewerbs in Wien sowie die ersten Preise beim Louis Spohr Wettbewerb in Freiburg und bei der International Jean Sibelius Violin Competition in Helsinki, die er im Alter von 15 Jahren als jüngster Teilnehmer aller Zeiten für sich entschied. Außerdem erhielt er einen Sonderpreis für die beste Interpretation des Violinkonzerts von Sibelius. Im Jahre 2002 gewann Chatschatrjan den zweiten Preis im J. Gingold Wettbewerb in Indianapolis. 2003 erhielt er den Förderpreis des Bremer-Musikfestes. Er gewann 2005 den renommierten Concours Reine Elisabeth in Brüssel.

## Tondokument
- Komitas: Krunk, gewidmet den Opfern des Völkermord an den Armeniern